# Pilar López de Ayala
Pilar López de Ayala y Arroyo (Madrid, 18 september 1978) is een Spaans actrice.
Zij is een dochter van Rodrigo López de Ayala y Sánchez-Arjona en zijn vrouw, Pilar Arroyo y Gallego. Van vaders zijde zou Pilar afstammen van Christoffel Columbus via Diego Columbus.
Zij ontving een Goya Award voor beste actrice voor haar rol als Johanna van Castilië in de film Juana la Loca uit 2001 van regisseur Vicente Aranda. In 2004 speelde zij de rol van de actrice La Perricholi in de film The Bridge of San Luis Rey geregisseerd door Mary McGuckian.

## Filmografie
| Filmografie als actrice |                             |
| Jaar                    | Titel                       |
| 1995                    | El niño invisible           |
| 1999                    | Cuando vuelvas a mi lado    |
| 2000                    | La gran vida                |
| 2000                    | Báilame el agua             |
| 2000                    | Besos para todos            |
| 2001                    | Juana la Loca               |
| 2004                    | The Bridge of San Luis Rey  |
| 2005                    | Obaba                       |
| 2006                    | Bienvenido a casa           |
| 2006                    | Alatriste                   |
| 2007                    | Dans la ville de Sylvia     |
| 2007                    | Las 13 rosas                |
| 2008                    | Comme les autres            |
| 2008                    | Sólo quiero caminar         |
| 2010                    | O Estranho Caso de Angélica |
| 2010                    | Lope                        |
| 2011                    | Medianeras                  |
| 2011                    | Buenas noches, España       |
| 2011                    | Intruders                   |
| 2014                    | Night Has Settled           |
| 2016                    | Rumbos                      |
| 2017                    | Agadah                      |

- Bibsys: 9043060
- Biblioteca Nacional de España: XX1597142
- Bibliothèque nationale de France: cb16567579f (data)
- Catàleg d'autoritats de noms i títols de Catalunya: 981058507563106706
- Gemeinsame Normdatei: 137920512
- International Standard Name Identifier: 0000 0001 2142 3334
- Library of Congress Control Number: no2003103095
- Nationale Bibliotheek van Tsjechië: xx0062932
- Nationale Bibliotheek van Israël: 987007414028805171
- Nederlandse Thesaurus van Auteursnamen: 291485790
- Système universitaire de documentation: 140834400
- Virtual International Authority File: 86086516
- WorldCat: E39PBJxrWdBkpfjfjR9rdmqfbd